# (68730) Straizys
(68730) Straizys est un astéroïde de la ceinture principale.

## Description
(68730) Straizys est un astéroïde de la ceinture principale. Il fut découvert le 15 mars 2002 à Moletai par Kazimieras Černis et Justas Zdanavičius. Il présente une orbite caractérisée par un demi-grand axe de 2,73 UA, une excentricité de 0,20 et une inclinaison de 1,2° par rapport à l'écliptique.

## Compléments